# 前衛美術
前衛美術（ぜんえいびじゅつ）とは、前衛的な美術のこと。
もともとは、第一次世界大戦開始後にヨーロッパにおいて、盛んに使用されるようになった言葉であり、主として、シュルレアリスムと抽象絵画を意味する。すなわち、第一次世界大戦前の動向である、フォーヴィスム、ドイツ表現主義、キュビスム、未来派などは、本来は前衛の範疇には含まれなかった。
しかし、その後、前衛美術の範囲は、戦後にかけて大きく広がり、このような区別は曖昧となり、現在では、一般にフォーヴィスム、キュビスム、未来派なども含めて、前衛美術と呼ばれることが多い。

## 日本における前衛美術
日本においては、第一次世界大戦開始前に、すでに、フォーヴィスム、キュビスム、未来派などの紹介はなされていたようであるが（例えば、フォーヴィスムの影響を大きく受けたフュウザン会の結成は1912年）、これらが一般的となったのは1910年代後半以降、特に第一次世界大戦が終わった1920年代であり（1920年の「未来派美術協会」結成、1920年のダヴィッド・ブリュリュック（ダヴィド・ブルリューク、1882年 - 1967年, Давид Бурлюк, David Burliuk）、ヴィクトール・パリモフ（1888年 - 1929年, Bиктор Пальмов, Viktor Palimov, Victor Palimov, Viktor Palmov, Victor Palmov）来日、1926年の「1930年協会」結成など）、しかも、必ずしもヨーロッパで発生した順に従った受容ではなかったため、当初からシュルレアリスムと抽象絵画に限られず、一般にフォーヴィスム、キュビスム、未来派なども前衛美術と呼ばれ現在にいたっている。

## 前衛という言葉
前衛という概念が盛んに使われていたのは第二次世界大戦後しばらくまでと思われる。もともと軍隊用語であった「前衛」という言葉には、何かに対する攻撃というニュアンスがある。それはかつては、フランスの芸術アカデミーを中心とした保守的な「アカデミック」な美術であり、貴族やブルジョワなど社会の保守階層に対する攻撃と同じであった。第一次大戦後の頃は、前の世代の前衛美術や、資本主義体制への攻撃であった。それは次第に「美術」（ファインアート）という西洋に18世紀以降確立した概念に対する攻撃となり、自分自身に対する攻撃になって「美術」がなんとなく拠って立っていたところを片端から崩していった。
1970年代以降、かつてのように確固とした打ち倒すべき社会や美術の権威が見えなくなり、芸術家や思想家達にとっても、「敵」の見えない時代となった。反芸術的な運動も、高度資本主義の中で次第に「優れた芸術」の「商品」として回収され、前衛系術が美術館に飾られた。また、かつて「前衛」のある部分を駆り立てていた共産主義思想が退潮したことも一因と思われる。